# Mozilla Firefox 4
Mozilla Firefox 4 là phiên bản mới nhất của trình duyệt web Mozilla Firefox, phát hành vào ngày 22 tháng 3 năm 2011. Phiên bản beta đầu tiên đã được phổ biến vào ngày 6 tháng 7 năm 2010. Release Candidate 2 (cơ sở cho các phiên bản cuối cùng) được phát hành vào 18 tháng 3 năm 2011. Với tên mã là Tumucumaque, và đã được xác nhận là kỳ phát hành lớn cuối cùng của Firefox. Mozilla lên kế hoạch phát hành những phiên bản nhỏ hơn và nhanh hơn như các nhà cung cấp trình duyệt khác. Mục tiêu chính của phiên bản này bao gồm những cải tiến trong hiệu suất, hỗ trợ các tiêu chuẩn và giao diện người dùng.

## Lịch sử
Ngày 13 tháng 10 năm 2006, Brendan Eich, Giám đốc công nghệ của Mozilla, đã viết về những kế hoạch "Mozilla 2", đề cập đến sự lặp lại toàn diện nhất kể từ khi sáng tạo của mình trong những nền tảng tổng thể mà Firefox và Mozilla sản phẩm. Hầu hết các của các mục tiêu này được tích hợp vào phiên bản 3.0, 3.5, và 3.6. Những thay đổi lớn nhất, tuy nhiên, đã được hoãn lại cho Firefox 4.0.

Vào đầu tháng 5 năm 2010, kế hoạch của Mozilla Firefox 4.0 đã chính thức được chi tiết thông qua một bài viết trên blog của Mike Beltzner, giám đốc Firefox.
Firefox 4 mang đến một giao diện người dùng mới, với một cái nhìn mới được thiết kế để làm cho nó nhanh hơn. Đầu mockups của giao diện mới trên Windows,  Mac OS X,  và Linux lần đầu tiên được làm sẵn có trong tháng bảy 2009.
Các tính năng mới bao gồm cải thiện "doorhanger" thông báo, Firefox Panorama (một tính năng cho phép người dùng tổ chức các tab vào các cửa sổ được gọi là "nhóm" và thực hiện các hoạt động khác nhau về nhóm),  tab ứng dụng, một người quản lý phần mở rộng được thiết kế lại,   Jetpack mở rộng hỗ trợ, tích hợp với Firefox Sync,  và hỗ trợ cho màn hình cảm ứng đa điểm. 
Nhiều thay đổi đã được thực hiện cho các giao diện người dùng. Theo mặc định, các tab đang trên đỉnh của cửa sổ. Các "cửa" "nạp lại" và "đi" nút đã được kết hợp thành một nút duy nhất, được đặt ở phía bên phải của thanh địa chỉ. nút Những thay đổi tự động dựa trên trạng thái hiện tại của trang.  Trên Windows Vista và Windows 7, thanh menu được ẩn theo mặc định với những hành động phổ biến nhất di chuyển đến một trình đơn mới "Firefox" ở góc trên bên trái của trình duyệt. Người dùng có thể tạo ra "các tab ứng dụng" dai dẳng, và tùy chỉnh các thanh tab, cũng như các thanh dấu trang và điều hướng.

## Động cơ
Firefox 4 là dựa trên các động cơ 2,0 Gecko, có thêm và cải thiện hỗ trợ cho các HTML5, CSS3, WebM, và WebGL. Ngoài ra, nó bao gồm một động cơ JavaScript mới (JägerMonkey) và tốt hơn XPCOM API.
JägerMonkey là một động cơ Javascript mới được thiết kế để làm việc cùng với các động cơ TraceMonkey giới thiệu với Firefox 3.5. Nó cải thiện hiệu suất bằng cách lập "không thể theo dõi" JavaScript vào ngôn ngữ máy để thực hiện nhanh hơn
Firefox 4 là phiên bản đầu tiên của Firefox để thả các hỗ trợ của giao thức Gopher, tuy nhiên, tiếp tục hỗ trợ có sẵn thông qua một add-on.
Firefox 4 giới thiệu giàn âm thanh API, cung cấp một cách để lập trình truy cập hoặc tạo ra các dữ liệu âm thanh kết hợp với một yếu tố âm thanh HTML5.  Nó cho phép, ví dụ, để hình dung dữ liệu âm thanh, sử dụng bộ lọc hoặc để cho thấy quang phổ âm thanh.
Firefox 4 không còn dựa trên hệ điều hành để bố trí văn bản / hình. Thay vào đó, nó sử dụng HarfBuzz. Như thế này, bố trí OpenType thông minh / định hình được thống nhất thông qua hệ điều hành khác nhau.

## Hiệu suất
Firefox 4 đã đánh dấu một thay đổi lớn trong hiệu suất so với phiên bản cũ 3.6 và 3.5. Các trình duyệt đã có tiến bộ đáng kể trong các bài kiểm tra SunSpider JavaScript cũng như cải thiện hỗ trợ HTML 5. 
Kể từ khi Firefox 4.0 Beta 5, phần cứng tăng tốc của các nội dung được kích hoạt mặc định trên Windows Vista và Windows 7 máy sử dụng Direct2D, trên OS X sử dụng thạch anh (về cơ bản CPU), và Linux sử dụng XRender. Tăng tốc phần cứng của hợp được kích hoạt mặc định trên XP, Vista và 7 máy bằng cách sử dụng Direct3D, OS X và Linux sử dụng OpenGL. Sử dụng tăng tốc phần cứng cho phép. Trình duyệt để khai thác vào đồ họa của máy tính xử lý đơn vị, nâng gánh nặng từ CPU và tăng tốc việc hiển thị các trang web.

## Bảo mật
Firefox 4 có hỗ trợ cho việc làm không theo dõi phần đầu, một tiêu chuẩn mới nổi cho bảo mật Web header Các tín hiệu yêu cầu của người sử dụng dịch vụ web mà bất kỳ khách truy cập web theo dõi các dịch vụ có thể làm được vô hiệu hóa..Trong tương lai, điều này yêu cầu bảo mật có thể trở thành một yêu cầu pháp lý. 

## Sự đón nhận
Trong thời gian khởi động 24 giờ bắt đầu từ ngày 22 tháng 3 năm 2011, Firefox 4 được tải về 7.1 triệu lần tính theo [glow.mozilla.org] tải về của Mozilla số liệu thống kê trang web và xác nhận của Mozilla. Trước khi ra mắt chính thức, hơn 3 triệu người đã tải về các ứng cử viên phát hành thứ hai, mà đã trở thành phiên bản cuối cùng, kết quả là tổng số trên 10 triệu lượt tải về vào cuối ngày khởi động. Trong điều khoản của số lượng tải về trong 24 giờ đầu tiên,. nó không thể vượt qua kỷ lục 8.000.000 lượt tải Firefox 3 đạt được của năm 2008. Tải về cho ngày thứ hai, tuy nhiên, đã được báo cáo là hơn 8.750.000 số lượng, nhưng vì không chính thức trên trang web từ Guinness ở đó để theo dõi các con số, các kỷ lục đạt được của Firefox 3 đã chỉ không chính thức bị phá vỡ.

## Cách sử dụng chia sẻ
Cách sử dụng chia sẻ về ngày ra mắt chính thức là 1,95%, là 0,34% cao hơn so với ngày trước đó theo trang web phân tích công ty StatCounter.
Để so sánh, Internet Explorer 9 sử dụng chia sẻ trên 22 tháng ba 2011 là 0,87%, đã đưa ra khoảng một tuần trước ngày 14 tháng 3 năm 2011. Một lý do để chia sẻ tiềm năng sử dụng Firefox 4, cao hơn là hỗ trợ cho Windows XP và Windows 2000, Internet Explorer 9 không có.
Tuy nhiên, lúc khởi động, Firefox đã ban hành một phương pháp để nhắc nhở khách hàng hiện có để nâng cấp, trong khi người dùng IE đã không được thúc đẩy theo cách như vậy. 
Ngày 26 tháng 3 năm 2011 sử dụng Firefox 4 phần vượt quá, việc ngưng 10 năm Internet Explorer 6 tuổi lần đầu tiên. Tính đến ngày đó, 4 ngày sau khi ngày ra mắt chính thức, Firefox 4 sử dụng phần lớn hơn của tất cả các phiên bản của Safari và Opera cũng như tất cả các phiên bản cũ của Firefox, ngoại trừ Firefox 3.6. 

## Vấn đề di chuyển
Firefox mở rộng nút hiển thị sự sắp xếp mới của các trình đơn và các lệnh
Firefox 4 đại diện cho một khởi hành trong bố trí giao diện người dùng và hành vi từ các phiên bản trước đó. Người dùng phải đối mặt với một số vấn đề đàm phán những thay đổi này, một số trong đó không được ghi trong các ghi chú phát hành..

### Nút Firefox
Nút Firefox nhóm các trình đơn trong Firefox 4. Nó được hiển thị theo mặc định trên Windows 7 và Windows Vista. Nó có thể được hiển thị trên hệ điều hành khác bằng cách chọn "Thanh công cụ" từ menu View và bỏ chọn "Menu Bar". Các thanh Menu có thể được phục hồi bằng cách chọn 'Options' từ trình đơn nút Firefox và kiểm tra 'Menu Bar'. Một số mục trình đơn, chẳng hạn như 'Page Info "và" nhập khẩu "(để nhập dữ liệu chỉ mục và trình duyệt khác), không có sẵn từ các nút trình đơn Firefox nhưng vẫn có trên thanh Menu. Thanh Menu có thể được hiển thị tạm thời bằng cách nhấn và nhả phím Alt. Lựa chọn một lệnh thanh Menu hoặc nhấn phím Alt một lần nữa bác bỏ. trên thanh Menu.

### Phần dữ liệu
Một dấu nhắc để lưu các phiên (tab và cửa sổ) đã được trình bày theo mặc định trong Firefox 3, với các phiên phục hồi ngày bắt đầu tiếp theo nếu người dùng lựa chọn 'Save & Quit' tùy chọn. Trong Firefox 4, tất cả các phiên được lưu lại. Ngày bắt đầu phiên họp tiếp theo có sẵn từ trình đơn Lịch sử. 
Tính năng mới này, được gọi là theo yêu cầu phiên phục hồi, ghi đè các phiên trước đó xuất cảnh mà không cần nhắc. Người dùng có thể kiểm tra xem có một phiên lưu bất kỳ lúc nào bằng cách xem các mục trình đơn Lịch sử "Session Previous Restore". Nếu nó có sẵn (không chuyển sang màu xám) có một phiên phục hồi sẽ khởi động.